# إجازة الأمومة (لوست)
"إجازة الأمومة" (بالإنجليزية: Maternity Leave) هي الحلقة الخامسة عشر من الموسم الثاني من المسلسل التلفزيوني الدرامي الأمريكي لوست، والحلقة الأربعين بشكل عام. أخرج الحلقة جاك بندر وكتبها كل من داون لامبرتسن كيلي ومات راغيانتي. بُثَّت لأول مرة على قناة ABC في الولايات المتحدة في 1 مارس 2006. تتمحور الحلقة حول شخصية كلير ليتلتون (إميلي دي رافين) وتكشف الحلقة في الفلاشباك عن ما حدث عندما خطفها إيثان (واحد من الآخرون) في وقت سابق. وهي الحلقة الثانية بالموسم التي على عكس الحلقات السابقة، تدور أحداث الفلاشباك على الجزيرة.
شوهدت "إجازة الأمومة" من قبل ما يقدر بنحو 16.43 مليون مشاهد أمريكي من المنزل. تلقت آراء متباينة إلى إيجابية من النقاد، مع الثناء على الألغاز التي تم الكشف عنها بشكل ملحوظ في الحلقة، بينما تم انتقاد تطور حبكتها.

## ملخص الحلقة

### الفلاشباك

#### اليوم 17
تظهر كلير راقدة في عيادة طبية، حيث يتم فحص حالتها الجسدية وتناقش عن طفلها بشكل طبيعي. بينما يُحضّر "الطبيب" الدواء، يتم الكشف عن أن الطبيب هو الشخص الذي خطف كلير، إيثان روم. يقوم بحقن كلير المرتبكة، ويؤدي إحساسها الصادم إلى عودتها إلى وعيها.

##### اليوم 23
كلير مرة أخرى إلى العيادة الطبية، وهي الآن أكثر هذياناً بشكل ملحوظ. يحقنها إيثان بمادة مرة أخرى، بينما هي مُخدّرة بالكامل. بعد ذلك، يُحضرها إيثان إلى غرفة حضانة مليئة بالألعاب والصور الملونة. أثناء إصطحابها، تُلاحظ كلير مخبأً به منحدر وسلالم تؤدي إلى جدار معدني، بالإضافة إلى شعار مُعدل لمبادرة دارما لا يشبه الشعار الموجود في محطة سوان.
تسأل عن تشارلي، ويخبرها إيثان أنه سمح له بالعودة. تتحرك كلير نحو سرير الأطفال، وتُشَّغل محرك ألعاب صغير يحتوي على موسيقى و على ألعاب على شكل طائرة أوشيانيك. أثناء تشغيل الموسيقى، يستأذن إيثان للتحدث إلى رجل آخر، وهو نفسه الذي خطف والت من الطوف، يخبره الرجل الآخر أنه غير ممتن بإحضار كلير إلى المنشأة، قبل أن يُجهز "القائمة". ويذكر أيضاً أن السلطة العليا لن تكون ممتنة. يخبر إيثان الآخر أن الناجين كان لديهم قائمة بأسماء ركاب الطائرة وكانوا يعلمون أنه (إيثان) لم يكن على متنها.

##### اليوم 25
في غرفة الحضانة، تنتهي كلير من حياكة جورب لطفلها الغير مولود بعد. يدخل إيثان ويأخذها للخارج في نزهة. يتوقفوا عند جذع شجرة، وجلسوا عليه بينما كانت كلير تعرج (نتيجة للأدوية المُخدّرة). يقدم لها إيثان مزادة مياه، وبينما تشرب منها كلير، تقول إن السائل بداخلها حامض للغاية. أثناء محادثتهم، يخبر إيثان كلير أنه يريدها أن تتأكد من أن الآخرون سيعتنون بطفلها، وأنهم "أناس طيبون".

##### اليوم 27
في الليل، توقظ فتاة شابة (تانيا ريموند) كلير، وتطلب منها أن تبقى هادئة و تقول إن على كلير الهروب من هنا فوراً لأن الآخرون يخططون لقتلها بعد أن يأخذوا طفلها منها. بينما تكافح كلير المخدرة وهي تنادي لإيثان، تستخدم الفتاة مادة الكلوروفورم لكي تفقد وعي كلير. عندما تفقد كلير وعيها تقول لها "ذات يوم ستشكريني على هذا".
تعود كلير لوعيها في الغابة، حيث تسمع إيثان وهو يُناديها برفقة الآخرون. تخرج دانييل روسو من الظلام وتطلب منها التزام الصمت بينما تكرر كلير أنها متأكدة من إنها ستُعطيهم طفلها. تضع روسو يدها على فم كلير، ويحدث صراع بين الاثنين، حيث تقوم كلير بخدش يد روسو بقوّة. ترد روسو بضرب كلير أرضاً وتُفقدها وعيها بضربها بمؤخرة بندقيتها.

#### في الوقت الحاضر
تتجول كلير على الشاطئ في محاولة لتهدئة إبنها آرون الذي يبكي بشدة، وتقلق عندما تلاحظ إصابته بالحمى. تطلب المساعدة من جون لوك (تيري أوكوين)، ويعرض مساعدتها بإحضار جاك (ماثيو فوكس) من الفتحة، ويطلب منها الانتظار بجوار خيمتها. في الفتحة، يخبر لوك جاك بما حدث، ويُبادلوا مناوبتهم حتى يتمكن جاك من الاعتناء بكلير وآرون.
بالعودة إلى الشاطئ، تسمع كلير صوت قدوم أحدهم ولكنها تجد دانييل روسو (ميرا فورلان) خلفها وليس جاك. تتذكر كلير آخر مرة اقتربت فيها روسو من آرون، وتصرخ عليها كي تبتعد عنها. عندما تذكر روسو بأن آرون "مريض"، وأن كلير "لا تتذكر"، تواجه كلير سلسلة من الذكريات القصيرة للغاية من الأوقات التي لا تستطيع أن تتذكرها بدقة. ومن بين العديد من هذه الرؤى، ترى حقنة إبرة وفتاة مراهقة وترى نفسها وهي تخدش ذراع دانييل. وبينما كانت منصدمة، تتدخل كيت (إيفانجلين ليلي) وتُجبر روسو على المغادرة فوراً. بينما تتحرك كيت لمعرفة ما إذا كانت كلير بخير، تخبرها كلير أن روسو قالت لها أن "هناك خطب ما معه".
مع عودة جاك من الفتحة، تتجادل كلير معه متدعية أن هناك مشكلة خطيرة تتعلق بصحة آرون. على الرغم من أن جاك أقنعها أن كل شيء بخير، إلا أنها لا تزال تبدو قلقة للغاية. في صباح اليوم التالي، تبحث كلير عن ليبي (سينثيا واتروس). بصفتها طبيبة نفسية، تعتقد أن ليبي يمكن أن تساعدها في إحداث نوع من إسترجاع الذاكرة، مما يجعلها تتذكر ما حدث معها في الغابة بعد أن اختطفها إيثان قبل مدة. بينما تجلس المرأتان للتأمل، تعود ومضات من الذاكرة مرة أخرى لتظهر على مخيلة كلير، مما دفعها إلى الصراخ قائلة إنها الآن تتذكر إيثان. تطلب من ليبي فعل ما يفعلونه مرة أخرى، وتحذرها ليبي من أن ذاكرتها يمكن أن تكون تجمع ببساطة بين تجارب ذكريات أخرى في الماضي ممزوجة معاً، لكنها تُصر على أن ما رأته كان حقيقياً، وأنها خُدّرت وأُعطيت حقنة ما. بعد أن أصبحت كلير مقتنعة تماماً بأن آرون مريض، تُعلن أنها بحاجة إلى العثور على الغرفة التي تراها في مخيلتها من ومضات ذكرياتها. تستعين كلير بكيت لتساعدها في العثور على روسو، والعثور على اللقاح الذي تتذكره في مخيلتها، معتقدة أنه علاج لحمى آرون.
في هذه الأثناء، يحاول جاك ولوك تحديد ما يجب فعله بشأن أسيرهما، هنري غيل (مايكل إيمرسون). لوك يعطي هنري نسخة من رواية لـ فيودور دوستويفسكي بعنوان الإخوة كارامازوف. ويخبر لوك جاك أن إرنست همنغواي أراد أن يكون أعظم كاتب في العالم، لكنه كان يشعر أنه لا يستطيع الهروب أبداً من البقاء في ظل دوستويفسكي. بعد ذلك، يتجادل جاك ولوك حول ما هي "الخطة طويلة المدى" بخصوص هنري، لكن جاك يُبرر إنهم ليس لديهم أي خطة بخصوص الزر، ومع ذلك ما زالوا يستمرون في الضغط عليه. يطلب جاك من لوك أن يخبره إن كان لديه خطة أفضل، ولا يملك لوك إجابة، ويبدو أن هنري يسمع كل شيء، قائلاً من داخل مستودع الأسلحة "ما رأيك أن تتركني أذهب؟".
في الغابة، يتوجه مستر إيكو (أديوالي أكينوي أقباجي) إلى الفتحة ليسأل عما إذا كان يمكنه استعارة منشار. أثناء وجوده هناك، يُلاحظ أن جاك يخفي أحداً.
على الشاطئ، تزور كيت جيمس "سوير" فورد (جوش هولواي) وتطلب منه أن يعطيها مسدساً. بعد رفضه، تعترف له بأن كلير تحاول العثور على روسو حتى تساعدها بالعثور على بعض الأدوية المهمة لآرون. يكتشف سوير بأنه "ممنوع قدوم الرجال" للمهمة، ويعرض على كيت اختيار نوع المسدس الذي تريده.
تُسلم كلير آرون إلى صن (يون جين كيم)، التي تخبرها بأنه لا ينبغي على الأم أن تترك طفلها. ترد كلير بسؤال صن عما إذا كانت هي أماً، فتُجيب بارتباك "لا". بينما تستعد كلير للمغادرة، تقول لها صن "هل أنت متأكدة من رغبتك في القيام بذلك؟"، تأتيها ومضات وتتذكر اشياء جديدة بخصوص إيثان والغرفة الطبية. بعد عودتها إلى وعيها، تبتعد كلير بشكل متزعزع عن صن، في الوقت نفسه الذي تصل فيه كيت للمغادرة معها ويغادر الاثنان للعثور على روسو. في الغابة، يجد الفتاتين روسو من خلال تتبع آثارها، وتدعي كلير بأنها الآن تتذكر تماماً ما حدث لها. من خلال الاستدلال بين ومضات الذاكرة القصيرة التي تراها، تأمر روسو بأخذها إلى المكان الذي خدشتها فيه. توافق دانييل على ذلك، وتعلق قائلة إنه ليس بعيداً عن موقعهم الحالي.
بالعودة إلى الشاطئ، يكشف مستر إيكو لجاك أنه يعرف أن هناك رجلاً محتجزاً في الفتحة. يطلب التحدث معه على انفراد، ويهدد أنه إذا لم يوافق جاك، فسوف يُخبر جميع الموجودين على الجزيرة بالأمر.
أثناء رحلتهم في الغابة، تتوقف روسو في مكان ما، لتخبر كلير وكيت أنهما قد وصلا (إلى المكان الذي خدشتها فيه كلير). تسأل إلى أين سيذهبون بعد ذلك، لكن كلير تصرخ عليها قائلة إن روسو هي من يجب أن تعرف الطريق، وتذكر أنها خدشتها لأنها كانت تحاول إعادتها إلى الآخرون. تدرك روسو أن كلير لا تتذكر ما حدث تلك الليلة بدقة، واصفة إياها "بالكاذبة" لأنها جعلت الثلاثة يصلون إلى هذا الحد. بينما تمسك بكلير، تسحب كيت مسدسها نحو روسو، لكن روسو تتقدم نحوها بدون اهتمام، وتطلب من كيت أن "تفعلها". في هذه الأثناء، تركض كلير إلى الغابة، وتُلاحظ جذع شجرة مألوفاً، وتتذكر محادثتها هناك مع إيثان.
أثناء هطول المطر، تلحق كيت وروسو بكلير، وتبدأ كلير في الركض بشكل محموم بين الشجيرات بحثاً عن شيء ما قد يفيدها. بعد المزيد من البحث، تجد النساء الثلاث مخبأً مخفياً عليه شعار دارما. على عكس رمز سوان الموجود في شعار دارما الموجود في مخبأ المنشأة 3، فإن الرمز الموجود في هذا المخبأ هو صولجان هرمس. في الداخل، تنطفأ جميع الأضواء باستثناء واحد ويبدو أن المخبأ مهجور. تجد كلير غرفة حضانة مألوفة لها، بينما تواصل البحث في الحضانة، تجد جورب صغير تتذكر إنها كانت تحيكه. وبينما تحقق كيت في جزء آخر من المخبأ، تكتشف مجموعة من الخزائن. عندما  تفتح واحدة، تكتشف ملابس ممزقة، وصندوقاً يحتوي على مكياج، وغراء مسرحي، ولحية مزيفة - كل أجزاء التنكر التي كان يرتديها الآخر في لقائهما الأخير معه.
يجتمع النساء الثلاث الآن في غرفة الفحص الطبي. يفتحون ثلاجة تتذكرها كلير أنها المكان الذي كان يحتفظ فيه إيثان باللقاح الذي كان يحقنها به. ومع ذلك، عندما تجده فارغاً، تخلت كلير عن أملها في العثور على علاج لآرون. تلتفت إلى دانييل وتصرخ أنها يجب أن تعرف مكان اللقاح. ثم تنظر إلى ذراعها المخدوش، تتذكر الفتاة الشابة التي انقذتها، وتتذكر الجزء الأخير المفقود من ذاكرتها مع دانييل في الغابة، حيث تتذكر أن دانييل لم تخطفها بل أنقذتها.
بعد أن استعادت ذكرياتها بالكامل، توضح روسو لكلير أنها حملتها عبر الجزيرة عائدة إلى مخيمها، وتركتها بمكان كانت تعتقد أنه سيُعثر عليها فيه. تتحرك لتغادر، قائلة أن كلير ليست الوحيدة التي لم تجد ما تبحث عنه.  بعد أن أعادت كلير وكيت إلى موقع قريب من مخيمهما، تقول دانييل إن الوقت قد حان لترحل. قبل أن تغادر، تسأل كلير روسو عن الطفل الذي أخذه منها الآخرون منذ ستة عشر عامًا. تسأل كلير ما إذا كانت الطفلة فتاة فتجيب روسو: "نعم، فتاة، أليكس. ألكسندرا". تذكر كلير بأن فتاة شابة ذات عيون زرقاء ساعدتها، تماماً كما فعلت دانييل. على الرغم من عدم وجود ضمان لروسو بأن الفتاة هي أليكس، إلا أن ذلك يمنحها بعض الطمأنينة لأن ابنتها ربما لا تزال على قيد الحياة وبصحة جيدة. تقول أنها تأمل ألا يكون آرون مصاباً بالعدوى، ولكن إذا كان كذلك، يجب على كلير أن تفعل ما يجب فعله، وتغادر.
بالعودة إلى الفتحة، يحصل إيكو على إذن للتكلم مع هنري غيل على انفراد. خلال هذا الوقت، يعترف إيكو لهنري بأنه قتل إثنين من الآخرون في أول ليلة له على الجزيرة، ويعترف بأنه متأسف على فعلته، ويطلب منه المغفرة. عندما يسأله هنري عن سبب اخباره بذلك، يقول أنه "عليه أن يخبر أحداً". نتيجة لكشفه ذلك، يقوم إيكو بإخراج خنجر من غمده، ويستخدمه لقص شعرتين صغيرتين نمتا على ذقنه.
في هذه الأثناء، جاك يفحص آرون، ويخبر كلير أنه قد تعافى من الحمى. تشعر كلير بارتياح كبير وتشكر جاك على جهوده، ثم تعطي آرون الجورب الذي حاكته له. تُخبر آرون والدموع في عينيها أنها أرادت منهم أن يأخذوه، لكنها تُدرك الآن أنه مقدر لهم أن يكونوا معاً.
يحضر لوك الطعام إلى هنري، ويبدآن محادثة حول همنغواي ودوستويفسكي حيث أن هنري قد سمع الحديث السابق بين لوك و جاك عن الكاتبين من خلال الجدران الرقيقة. يسأل هنري لوك عن أي من الكاتبين يرتبط به أكثر، لكن لوك لا يجيب. يسأل لوك لماذا يسمح لجاك باتخاذ القرارات عنه، لكن لوك يُصر على أنهم يتخذون القرارات معاً. يقفل لوك على هنري ويعود إلى المطبخ، حيث يفقد أعصابه ويقوم بعنف برمي الأطباق من على المنضدة (ويسمعه هنري).

## الإنتاج
هذه هي الحلقة الثانية التي تدور أحداثها بالكامل على الجزيرة، بعد "الـ 48 يوما الأخرى". أيضاً، في حين أن "الـ 48 يوماً الأخرى" تضمنت فلاشباك عام يركز على الناجين من القسم الخلفي للطائرة، فإن "إجازة الأمومة" هي الحلقة الأولى التي تحتوي على فلاشباك على الجزيرة تتمحور حول شخصية واحدة.
عندما قامت بتأدية دورها لأول مرة، كانت تانيا ريموند تظن بأن شخصيتها ستُدعى "جيسيكا"، وتم الترويج لشخصيتها على أنها ناجية سيتم تقديمها لأول مرة في حلقة "إجازة الأمومة". غالباً ما يقرأ أعضاء فريق التمثيل نصوص مزيفة باسماء مختلفة في الاختبار الخاص بهم  للحد من تسرب النص المحتمل. في أول ظهور لها، نُسب إلى ريموند بأسم "الفتاة الشابة"، كي يُمنع المشاهدين من المعرفة مقدماً أنها أليكس.

## الإستقبال
16.43 مليون مشاهد أمريكي شاهدوا "إجازة الأمومة" على الهواء مباشرة.
في عام 2008 أعطى كريس كارابوت من IGN الحلقة تقييم 7.5 من 10 وأثنى على الاكتشافات الإضافية حول الآخرون، على الرغم من أنه أشار إلى أنها لا تزال طفيفة بدرجة كافية بحيث من المحتمل أن يشعر المشاهدون بالإحباط بشكل مفهوم. اعتبر آلان سيبينوال أن "إجازة الأمومة" متحسنة بشكل ملحوظ مقارنة بالحلقة السابقة، "واحداً منهم"، مشيراً إلى أن الأولى كانت لديها "اكتشافات غامضة كانت مفيدة بالفعل". دانيال ماك إيشيرن من تلفزيون بلا شفقة (Television Without Pity) أعطى الحلقة تقييم B+.
في مقال آخر لـ IGN في عام 2014، صنف إريك غولدمان "إجازة الأمومة" في المرتبة 95 من بين جميع حلقات لوست، مع التركيز على الجودة الروتينية للحبكة باستخدام الكلمات الصوتية "Zzzzzz"، والتي تشير إلى الشخير.